# Lichtenberg (Francia)
Lichtenberg è un comune francese di 571 abitanti situato nel dipartimento del Basso Reno nella regione del Grand Est.

## Società

### Evoluzione demografica
Abitanti censiti